# Морозов, Константин Константинович
Константин Константинович Морозов (1921—1989) — советский учёный, конструктор ракетной техники. Лауреат Ленинской премии.

## Биография
С 1939 служил в РККА, во время Великой Отечественной войны — в роте связи Высшей школы штурманов и лётчиков АДД. Награждён орденом Красной Звезды за изготовление приводной рации «Цель» .
В 1945—1951 учился на радиотехническом факультете МЭИ. Оставлен в аспирантуре, но уже в 1952 году назначен начальником КБ спецсектора ОНИР. Руководил разработкой системы радиоконтроля точки падения головных частей ракет Р2.
Участвовал в разработке систем «Факел», «Трал», РЛС «Бинокль» и «Иртыш».
Лауреат Ленинской премии 1957 года — за участие в работах по обеспечению запуска первого спутника Земли.
С 1958 первый зам. главного конструктора ОКБ МЭИ.
Кандидат технических наук с 1959 — без защиты диссертации.
Вел преподавательскую и научную работу в МЭИ: ассистент кафедры, доцент, профессор.
Награждён двумя орденами Ленина, орденами Трудового Красного Знамени, «Знак Почёта», медалями Королёва и Гагарина.
Заслуженный деятель науки и техники РСФСР (1983).
Похоронен на Введенском кладбище.